# Coll de la Gallina
El Coll de la Gallina és una collada dels contraforts nord-orientals del Massís del Canigó, a 1.144,9 metres d'altitud, en el límit dels termes comunals d'Estoer i de Vallestàvia, tots dos a la comarca del Conflent (Catalunya del Nord).
Està situat a prop al nord del Roc de Jocavell i al sud de la Collada d'en Jaume, al nord-oest del terme de Vallestàvia i al nord-est del d'Estoer.